# Johann von Mengede
Johann von Mengede, anche Johann von Mengden o Osthof (1400 – 15 agosto 1469), fu Gran Maestro dell'Ordine di Livonia, in carica dal 1450 al 1469, anno della sua morte.

## Biografia

### Ascesa
Proveniente dai pressi di Dortmund, Johann von Mengede si spostò in Livonia per assumere il ruolo di commendatore presso Reval dal 1442 al 1450: assunse l'incarico di Gran maestro nel 1450, raggiungendo la carica più elevata mai raggiunta dalla sua famiglia, i conti Mengede.

### La questione lettone
Fin dall'inizio del suo mandato, il Landmeister di Livonia si scontrò con l'Arcivescovo di Riga Silvester Stodewescher per il controllo della ricca città.
A metà del XV secolo, l'Arcivescovo di Riga e l'Ordine di Livonia raggiunsero due importanti compromessi riguardanti il loro rapporto: nel 1451 si stabilì che l'Arcidiocesi doveva apparteneva ai cavalieri territorialmente ma non politicamente (una sorta di Stato nello Stato); un anno dopo fu risolta l'annosa questione di Riga. La città era contesa tra le due parti a partire dal 1297, quando scoppiò la prima guerra civile tra l'Ordine e l'Arcivescovo (nella battaglia di Turaida perse la vita l'allora Gran maestro Bruno); da allora le due parti avevano posseduto variamente la città e questo aveva creato una seria discordanza tra di esse.
Nel mese di agosto 1452, il Landmeister di Livonia si recò alla Dieta di Salaspils, (Kirchholm) dove lanciò un ultimatum ai deputati di Riga affinché la questione politico-amministrativa fosse ridiscussa e risolta.
Il 30 novembre 1452 fu firmato il c.d. trattato di Salaspils, i cui termini prevedevano che l'Ordine e l'Arcivescovo governavano congiuntamente e che i cittadini di Riga riconoscevano sia sovranità del Gran maestro che del clero.
I cittadini di Riga, scontenti per questa situazione che sembrava ridimensionarli, ben presto entrarono in trattative con von Mengese contro Stodewescher.
Nel marzo 1454, il Gran maestro giunse a Riga chiedendo all'Arcivescovo di Riga di rinunciare ad ogni pretesa territoriale. Al rifiuto dell'uomo di chiesa di recedere dal trattato, seguì l'invito dell’occhio stesso rivolto ai cittadini a che gli abitanti della città gli rinnovassero il giuramento di fedeltà. L'Arcivescovo, in cambio, si impegnava a donare a Riga un terzo delle terre possedute in Curlandia, Semgallia e Saaremaa e abbattere il castello dell'Ordine eretto nell'odierna capitale lettone.
Circa un mese dopo, il Landmeister di Livonia e l'arcivescovo di Riga ricusarono il trattato di Salaspils, ritornando a litigare per la sovranità. I cittadini di Riga, che nel frattempo si erano guardati bene dal prendere una posizione per evitare di essere coinvolti in maniera irreversibile, chiesero la distruzione del castello dell'Ordine nella città. Johann von Mengede rifiutò e lasciò Riga.
Nel mese di settembre 1454, presso la Dieta di Wolmar, Silvester Stodewescher e Johann von Mengede conclusero un accordo segreto in base al quale il castello di Riga ritornava ad appartenere all'Ordine e si ripristinava il trattato di Salaspils: l'Arcivescovo di Riga avrebbe altresì smesso di sostenere i residenti. Nel tardo autunno del 1454, von Mengede firmò un documento in cui sosteneva il suo possesso di Riga, fatta eccezione per il castello della città. Tre anni più tardi, presso la Dieta di Wolmar fu firmato un trattato di pace di dieci anni.

### La questione russa
Durante il governo di Johann von Mengede, tra l'Ordine di Livonia e le vicine Pskov e Repubblica di Novgorod continuarono le ostilità. Nel 1458, scoppiò la guerra di confine tra la Livonia e Pskov.
Alexander Vasilievich Czartoryski, governatore di Pskov, si impossessò di una striscia di terra lungo il confine con l'Estonia; morirono molti estoni e fu costruire una chiesa ortodossa.
Seguirono varie schermaglie nel corso degli anni successivi da parte di una fazione e da parte dell'altra: per risolvere quella che stava diventando una situazione insostenibile a causa di razzie e massacri, Novgorod e Pskov inviarono i loro ambasciatori per negoziare il possesso dell'area controversa lungo il confine. Il Landmeister non si mostrò interessato ad intavolare una risoluzione.
Czartoryski decise dunque di usare la forza: alla guida delle truppe di Pskov, organizzò una grande campagna militare per impossessarsi delle terre lungo il confine. Penetrò in Livonia per una cinquantina di chilometri, acquisendo la controversa linea di demarcazione e catturando un gran numero di prigionieri.
Nel 1460, von Mengede inviò un'ambasciata a Pskov dove, con il sostegno da paciere del Granduca di Mosca Basilio II di Russia, venne firmata una tregua di un lustro tra l'Ordine e Pskov. Tuttavia, questa fu ben violata.
Nel 1463, i Cavalieri di Livonia assediarono le città di confine; la milizia di Pskov riuscì a costringere gli assedianti a ritirarsi, aprendosi un varco per assoggettare la Livonia.
Il Gran Principe di Mosca Ivan III di Russia, per aiutare Pskov, inviò un grande esercito. Il governatore di Mosca si unì a Pskov ed invase la Livonia, dove assediò il castello di Neuhaus, senza però riuscire a catturarlo.
Date le avversità, il Gran maestro inviò a Pskov un'ambasciata per negoziare la pace. Venne conclusa una tregua di 9 anni.

### Morte
Johann von Mengede morì il 15 agosto 1469, dopo ben diciannove anni a capo dei cavalieri di Livonia. Gli succedette all'inizio del 1470 Johann Wolthuss von Herse.